# Cromosoma 13

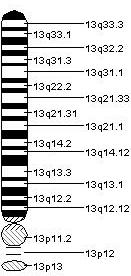
Cromátida del cromosoma 13.

El cromosoma 13 es uno de los 23 pares de cromosomas del cariotipo humano. La población posee, en condiciones normales, dos copias de este cromosoma, uno heredado de la madre y uno del padre durante la reproducción sexual. La identificación de genes en cada uno de los cromosomas es obtenida por medio de diferentes métodos, lo que da lugar a pequeñas variaciones en el número de genes estimados en cada cromosoma, según el método utilizado. Se estima que el cromosoma 13 se compone de alrededor de 113 millones de pares de bases, que representan entre el 3,5 y el 4 % de la cantidad total de ADN de la célula.

## Genes

### Número de genes
| Base de datos | Genes codificantes de proteínas | ADN no codificante | Pseudogenes | Fecha      | Ref.               |
| ------------- | ------------------------------- | ------------------ | ----------- | ---------- | ------------------ |
| CCDS          | 312                             | --                 | --          | 26/10/2022 | [ 2 ]              |
| HGNC          | 313                             | 330                | 470         | 11/04/2025 | [ 5 ]              |
| Ensembl       | 323                             | 708                | 394         | 13/05/2024 | [ 6 ]              |
| UniProt       | 332                             | --                 | --          | 05/02/2025 | [ 7 ]              |
| NCBI          | 336                             | 628                | 485         | 23/08/2024 | [ 8 ] [ 9 ] [ 10 ] |

Algunos de ellos son:
- ATP7B: ATPasa, transporte de Cu++, polipéptido beta (enfermedad de Wilson)
- BRCA2: cáncer de mama 2, temprano
- EDNRB: receptor de endotelina tipo B
- GJB2: proteína de unión gap, beta 2, 26kDa (conexina 26)
- GJB6: proteína de unión gap, beta 6 (conexina 30)
- PCCA: propionil-Coenzima A carboxilasa, polipéptido alfa
- FLT1: tirosín-quinasa Fms-relacionada 1 (receptor de VEGF 1)
- HTR2A : Receptor 5-HT2A Receptor 2A de la 5-hidroxi-triptamina (serotonina), localizado en q14.2, más exactamente entre 46,831,542-46,897,076 con una extensión de 65,535 bp.[11]

## Enfermedades relacionadas
Los siguientes trastornos están relacionados con genes situados en el cromosoma 13:
- Cáncer de vejiga
- Cáncer de cabeza
- Cáncer de mama
- Sordera no sindrómica
- Acidemia propiónica
- Retinoblastoma
- Síndrome de waardenburg
- Enfermedad de Wilson
- Síndrome de Patau
- Leucemia linfática crónica
- Esferocitosis hereditaria

Los siguientes trastornos están relacionados con cambios en la estructura o el número de copias del cromosoma 13:
- Retinoblastoma: Un pequeño porcentaje de los casos de retinoblastoma están causados por deleciones en la región del cromosoma 13 (13q14) que contiene el gen RB1.
- Trisomía 13: La trisomía 13 ocurre cuando las células poseen tres copias del cromosoma 13. Puede ocurrir también que algunas células del cuerpo presenten la trisomía 13 pero otras no, dándose entonces trisomía 13 en mosaico.
- Monosomía parcial 13q: es un raro trastorno que ocurre cuando un fragmento del brazo largo (q) del cromosoma 13 se pierde, causando trastornos entre los que destacan malformaciones óseas y retrasos físicos y mentales.